# 미연방 대 포틀랜드 시 소송
2012년 12월 17일에, 미연방 정부는 연방 오리건 지방 법원에 소장을 냈는데 1994년 강력 범죄 통제 및 법 집행 법, 미국 법령 42번 14141절을 적용해서 포틀랜드 시를 상대로, 보호대상 계층의 구성원에 대한, 포틀랜드 경찰국에 의한 부적절한 공권력 사용의 혐의로 말이다.
미국 오리건주 지방 검찰청은 그리고 미국 법무부 시민권리국은 가처분의 그리고 선언의 명령을 내렸다.
일 년 이상의 조사 결과에 기반하여, 포틀랜드 경찰들이 위헌적 무력의 사용의 형태나 실행에 관련했다고 진정인은 의혹을 제기했는데 실제이거나 추측된 정신적 질환을 가진 사람들에 대한 무력 말이다.
특히, 법무부는 다음과 같이 주장했다: (1) 그런 사람들과의 포틀랜드 경찰 만남들은 너무 자주 필요 이상의 수위의 폭력으로 이어졌고; (2) 포틀랜드 경찰은 테이저를 사용했는데 그런 개인에게 필요 이상의 횟수로, 혹은 그런 폭력이 정당화되지 않은 상황에서 그랬고; 그리고 (3) 낮은 수위의 돌발행동에 대해 정당화되는 것보다 더 높은 수위의 폭력을 포틀랜드 경찰은 사용했다.
이 주장에 기반된 소송 사건인, '미국 대 포틀랜드 시'는, 정신적 질환을 가진 사람들이 경찰 무력사용의 기본적 대상이라는 그것의 확인 때문에 주목할만하다.